# 吉野修一郎
吉野 修一郎（よしの しゅういちろう、1991年9月28日 - ）は、日本のプロボクサー。栃木県鹿沼市出身。三迫ボクシングジム所属。元WBOアジアパシフィックライト級王者。
入場曲はウルフルズの『ガッツだぜ!!』。

## 来歴
母はフィリピン人。父と叔父の影響でボクシングを始める。
作新学院高校時代は、インターハイ、国体、選抜（2度）で優勝し高校4冠を果たした。東京農業大学時代は、国体と国際大会で2度準優勝し、ボクシング部の後輩に中澤奨がいる。
大学卒業後はサラリーマンになるが、1年のブランクを経てプロ入りを決断した。
2015年12月14日、後楽園ホールでペッジャー・シットパーセーンとウェルター級4回戦を戦い、3回2分40秒TKO勝ちを収めてデビュー戦を白星で飾った。
2016年10月13日、後楽園ホールで行われた「ダイナミックグローブ」にて日本ライト級12位の恩庄健太と61.5キロ契約8回戦を戦い、3回0分51秒TKO勝ちを収めた。なおこの勝利でJBCの発表した最新ランキングで初めてライト級日本ランク入りを果たす。
2017年10月21日、後楽園ホールで日本ライト級2位のスパイシー松下と日本ライト級王座決定戦を行い、7回1分23秒TKO勝ちを収めて日本王座獲得に成功した。
2018年2月8日、後楽園ホールで行われた「ダイヤモンドグローブ」で日本ライト級1位の斉藤正樹と日本ライト級タイトルマッチを行い、1回2分36秒TKO勝ちを収めて日本王座初防衛に成功した。なおこの試合で東日本ボクシング協会から2018年2月度月間賞MVPを受賞した。
2018年6月14日、後楽園ホールで日本ライト級7位の前田絃希と日本ライト級タイトルマッチを行い、9回2分49秒KO勝ちを収めて日本王座2度目の防衛に成功した。
2018年12月13日、後楽園ホールで日本ライト級10位の小林和優と日本ライト級タイトルマッチを行い、3回1分37秒TKO勝ちを収めて日本王座3度目の防衛に成功した。
2019年4月11日、後楽園ホールで日本ライト級1位で指名挑戦者のアクセル住吉と日本ライト級タイトルマッチを行い、7回2分12秒TKO勝ちを収め日本王座4度目の防衛に成功した。
2019年10月10日、後楽園ホールでOPBF東洋太平洋・WBOアジアパシフィックライト級王座決定戦としてハルモニート・デラ・トーレと対戦し、1回2分10秒TKO勝ちを収め、2つの王座を獲得した。
2020年2月13日、後楽園ホールで日本ライト級1位の指名挑戦者である富岡樹と対戦。1回に富岡の右カウンターでダウンを奪われるものの、8回に畳み掛け、8回1分55秒TKO勝ちを収め、日本王座の5度目の防衛に成功した。
2020年9月3日、後楽園ホールで元日本スーパーライト級王者で、日本・WBOアジアパシフィックライト級2位、東洋太平洋同級8位の細川バレンタインと対戦し、12回3-0（120-108、119-109×2）で判定勝ちを収め、王座の防衛に成功した。
2021年8月12日、後楽園ホールで日本ライト級10位の仲里周磨と対戦し、6回2分20秒TKO勝ちを収め、7度目の防衛に成功した。
2022年4月9日、さいたまスーパーアリーナで行われたゲンナジー・ゴロフキン 対 村田諒太戦興行の前座で、元WBOスーパーフェザー級王者の伊藤雅雪と対戦し、11回2分6秒負傷判定勝ちを収め、OPBF王座、WBOアジアパシフィック王座の2度目の防衛に成功した。
2022年11月1日、さいたまスーパーアリーナで行われた寺地拳四朗 対 京口紘人戦興行の前座で、中谷正義とWBOアジアパシフィックライト級タイトルマッチで対戦し、6回1分14秒TKO勝ちを収め、WBOアジアパシフィック王座の3度目の防衛に成功した。
2023年1月、シャクール・スティーブンソンのWBC世界ライト級挑戦者決定戦の対戦相手として、WBCライト級ランキング2位のイサック・クルス、4位のウィリアム・セペダ、5位のジョージ・カンボソス・ジュニアがオファーを断ったため、6位の吉野に指名が回ってきたことが報じられた。
2023年3月16日、OPBF東洋太平洋およびWBOアジアパシフィックライト級王座を返上した。
2023年4月8日、ニュージャージー州ニューアークのプルデンシャル・センターにてWBCライト級3位の元世界2階級制覇王者シャクール・スティーブンソンとWBCライト級挑戦者決定戦を行うも、プロ初黒星となる6回1分35秒TKO負けを喫し王者のデヴィン・ヘイニーへの指名挑戦権を獲得できなかった。なお、この試合は、アメリカではESPN、日本ではWOWOWで生中継された。
2025年4月19日、韓国・南楊州市の南楊州市体育館センターでJBC非公認のWBAアジアライト級王者の崔西羅に挑戦するも、11回1分29秒TKO負けを喫し王座獲得に失敗した。

## 戦績
- アマチュアボクシング：124戦 104勝 20敗
- プロボクシング：19戦 17勝 (13KO) 2敗

| 戦           | 日付           | 勝敗 | 時間     | 内容         | 対戦相手                       | 国籍           | 備考                                                 |
| ------------ | -------------- | ---- | -------- | ------------ | ------------------------------ | -------------- | ---------------------------------------------------- |
| 1            | 2015年12月14日 | ☆    | 3R 2:40  | TKO          | ペッジャー・シットパーセーン   | タイ           | プロデビュー戦                                       |
| 2            | 2016年2月11日  | ☆    | 6R       | 判定 3-0     | チャイヨン・シットサイトーン   | タイ           |                                                      |
| 3            | 2016年10月13日 | ☆    | 3R 0:51  | TKO          | 恩庄健太（渡嘉敷）             | 日本           |                                                      |
| 4            | 2017年4月13日  | ☆    | 8R       | 判定 3-0     | 加藤善孝（角海老宝石）         | 日本           |                                                      |
| 5            | 2017年8月10日  | ☆    | 2R 0:30  | TKO          | カティカー・サイトーンジム     | タイ           |                                                      |
| 6            | 2017年10月21日 | ☆    | 7R 1:23  | TKO          | スパイシー松下（セレス）       | 日本           | 日本ライト級王座決定戦                               |
| 7            | 2018年2月8日   | ☆    | 1R 2:36  | TKO          | 斉藤正樹 (10COUNT)             | 日本           | 日本王座防衛1                                        |
| 8            | 2018年6月14日  | ☆    | 9R 2:49  | KO           | 前田絃希（グリーンツダ）       | 日本           | 日本王座防衛2                                        |
| 9            | 2018年12月13日 | ☆    | 3R 1:37  | TKO          | 小林和優（RK蒲田）             | 日本           | 日本王座防衛3                                        |
| 10           | 2019年4月11日  | ☆    | 7R 2:12  | TKO          | アクセル住吉（関門JAPAN）      | 日本           | 日本王座防衛4                                        |
| 11           | 2019年10月10日 | ☆    | 1R 2:10  | TKO          | ハルモニート・デラ・トーレ     | フィリピン     | OPBF・WBOアジアパシフィックライト級王座決定戦        |
| 12           | 2020年2月13日  | ☆    | 8R 1:55  | TKO          | 富岡樹（REBOOT.IBA）           | 日本           | 日本王座防衛5                                        |
| 13           | 2020年9月3日   | ☆    | 12R      | 判定 3-0     | 細川バレンタイン（角海老宝石） | 日本           | 日本王座防衛6・OPBF防衛1・WBOアジアパシフィック防衛1 |
| 14           | 2021年8月12日  | ☆    | 6R 2:20  | TKO          | 仲里周磨（ナカザト）           | 日本           | 日本王座防衛7                                        |
| 15           | 2022年4月9日   | ☆    | 11R 2:06 | 負傷判定 3-0 | 伊藤雅雪（横浜光）             | 日本           | OPBF防衛2・WBOアジアパシフィック防衛2                |
| 16           | 2022年11月1日  | ☆    | 6R 1:14  | TKO          | 中谷正義（帝拳）               | 日本           | WBOアジアパシフィック防衛3                           |
| 17           | 2023年4月8日   | ★    | 6R 1:35  | TKO          | シャクール・スティーブンソン   | アメリカ合衆国 | WBC世界ライト級挑戦者決定戦                          |
| 18           | 2024年6月17日  | ☆    | 2R 2:52  | TKO          | フレス・ビクトリアノ           | フィリピン     |                                                      |
| 19           | 2025年4月19日  | ★    | 11R 1:29 | TKO          | 崔西羅                         | ウズベキスタン | WBAアジアライト級タイトルマッチ                      |
| テンプレート |                |      |          |              |                                |                |                                                      |

## 獲得タイトル
- 第62代日本ライト級王座（防衛7=返上）
- 第47代OPBF東洋太平洋ライト級王座（防衛2=返上）
- WBOアジアパシフィックライト級王座（防衛3=返上）

## 受賞
- プロ・アマチュア年間表彰
  - 2022年プロボクシング部門 年間最高試合賞（世界戦以外）[31]